# كبلر (مسبار فضائي)

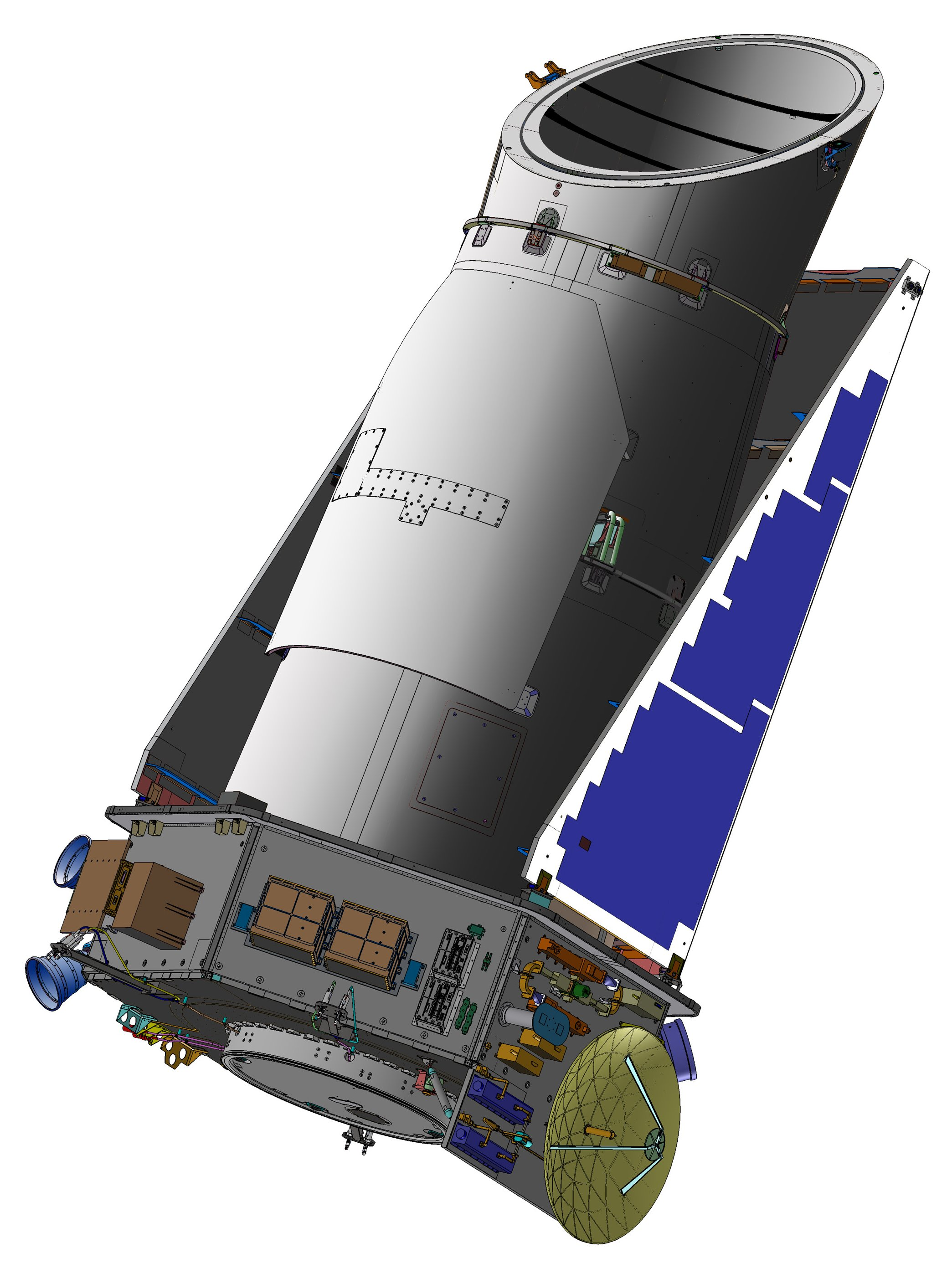
تلسكوب كبلر الفضائي

كيبلر (بالإنجليزية: Kepler) هو مرصد فضائي تم إطلاقه من قِبل ناسا إلى الفضاء من أجل استكشاف إذا ما كانت هناك حياة في مجرة درب التبانة، تم إرسال المسبار في 7 مارس 2009 من القاعدة الجوية في كيب كانافيرال. سمي المسبار كبلر على اسم العالم الفلكي يوهانز كبلر. والمسبار عبارة عن تلسكوب فضائي سوف يصل إلى مدار حول الشمس لمراقبة ورصد مساحات من الكون يعتقد انها تحتوي على ما يقرب من 100 ألف نجم شبيه بالشمس.

## الإطلاق
تم إطلاق التلسكوب الفضائي الجديد على متن صاروخ دلتا 2 قبل الساعه 11 من مساء يوم الجمعة 6 مارس 2009، من القاعدة الجوية في ولاية فلوريدا، الواقعة على ساحل المحيط الأطلسي. آلية إطلاقه ستضعه عند مدار في المجموعة الشمسية وليس عند مدار الأرض، ويكون مداره على شكل القطع الناقص وسابحا خلف الأرض مما يجعله بمنأى عن الاعتراض الذي يمكن أن تسببه الأرض الكواكب المجاورة لمجال رؤيته، وسيقوم برصد بصفة أساسية منطقة تعتبر قريبة من المجموعة الشمسية تعرف باسم «سيغنوس ليرا»، تمتاز بكثرة النجوم والكواكب فيها.

## مهمة تلسكوب كبلر الفضائي
من المنتظر ان يبدأ بارسال أول نتائج عملياته الاستقصائية خلال ثلاثة أشهر من الوصول إلى موقعه المداري حول الشمس. سيراقب المسبار الحديث أكثر من 100 ألف نجم «شمسي» بشكل متواصل لمدة تترواح بين أربعة وستة أعوام، أو ربما أكثر.
صمم مسبار كبلر لالتقاط أضعف درجات الضوء التي يمكن ان تكون قد صدرت من نجوم، أو شموس، بعيدة أثناء دورانه حول الشمس. تتمثل المهمة بالتركيز على نقطة واحدة في الفضاء لمدة ثلاثة أعوام ونصف، للبحث عن كواكب قد تكون شبيهة بالأرض. مزود بجهاز خاص يسمح له بقياس الاختلافات الحاصلة في ضوء النجوم لدى مرور الكواكب المحيطة بها في المنطقة المواجهة لعدسة التليسكوب، حتى وإن كانت تلك الاختلافات بالغة الصغر.
أوضح جيمس فانسون، مدير برنامج «كبلر»: «إذا وجهنا هذا التلسكوب نحو مدينة صغيرة على سطح الأرض خلال الليل، فسيكون بمقدوره رصد الضوء الصادر عن مصباح يدوي». ولكن لا يكفي رصد تغييرات لمرة واحدة في ضوء النجوم للجزم بوجود كوكب في مكان ما من نظام «سيغنوس ليرا»، بل يتوجب على «كبلر» أن يرصد هذا التغيير لأكثر من مرة وبشكل منتظم، حتى يمكن التأكد من وجود مدار ثابت.
يحمل مسبار كبلر على متنه أقوى كاميرا نصبت على متن مهمة فضائية حتى الآن. يعتقد العلماء ان كواكب موجودة فيما يعرف بـ «المنطقة الدافئة»، أو المنطقة القابلة للعيش، قد تحتوى على مياه على سطحها، وهي أولى علامات وجود حياة.

## سريان البعثة
كان اطلاق التلسكوب المتكلف 600 مليون دولار أمريكي في يوم 7 مارس 2009 في الساعة 3:49:57 توقيت عالمي منسق على من صاروخ حامل من نوع Delta-II-7925-10L من المنصة 17 ب من كيب كانافيرال.
 وكان هذا الإطلاق رقم 339 لصاروخ دلتا. وبعد أداء عدة اختبارات ومعايرة للأجهزة بدأ التلسكوب عمله الطبيعي بعد شهرين.
في يناير 2010 اكتشف التلسكوب كبلر 5 كواكب ومجموعات نجميه كوكبيه كالآتي (كبلر 4 & كبلر 4 b )( كبلر 5 & كبلر 5 b) ( كبلر 6 & كبلر 6 b) ( كبلر 7 & كبلر 7 b) ( كبلر 8 & كبلر 8 b) وفي أغسطس 2010 ايضا اكتشف النظام النجمي الكوكبي كبلر 9 بالاضافه إلى كواكبه الثلاثه كبلر 9 b و كبلر 9 c و كبلر 9 d و ال 3 كواكب والمجموعات النجميه كالاتي ( كبلر 1 & كبلر 1 b ) (كبلر 2 & كبلر 2 b) ( كبلر 3 & كبلر 3 b) قد اكتشفت قبل ال 6 كواكب التاليه بواسطة مراصد أرضية في الثلاث اعوام الماضيه وهم جميعا كواكب تدور حول نجومها على بعد نحو 0,1 وحدة فلكية وتبلغ درجات حرارتها أعلى مما نجده في المجموعة الشمسية.
وفي يونيو 2010 جمع تلسكوب كبلر بيانات من 306 من ضمن 706 كوكب مرشح وقامت ناسا بنشرها
. وتحتاج مشاهدة كواكب باردة تعبر نجومها وقتا طويلا، وهي من الكواكب المرشحة لتكون مشابهة للأرض؛ لهذا أجلت تلك الأرصاد لوقت لاحق.
في يناير 2011 أعلنت ناسا أن كبلر عثر على أصغر كوكب صخري اكتشف حتى ذلك الحين خارج المجموعة الشمسية: كبلر 10b. وقد قام التلسكوب كبلر بمشاهدته من مايو 2009 حتى يناير 2010. يكبر كبلر 10 ب عن:كتلة الأرض بنحو 6و4 مرات ويصل حجمه 4و1 من حجم الأرض ويدور في مدار حول نجمه المركزي كل 84و0 يوم. وهو قريب من النجم، أقرب نحو 20 مرة من عطارد بالنسبة للشمس.
. ثم اكتشف كبلر 37 ب فيما بعد وكان اصغر كوكب صخري معروف، فهو أصغر من عطارد وأكبر قليلا من القمر.
وفي 2 فبراير 2011 أعلنت ناسا أن تلسكوب كبلر قد عثر على 1235 كوكب مرشح منذ بدء عمله. من ضمنها 5 يبلغ حجمها مقاربا لحجم الأرض ويوجدون في نطاق صالح للسكن. في مجموعها توجد 54 كوكب في النطاق الصلح للحياة و68 كوكب مرشح تبلغ أحجامها قريبة من حجم الأرض. كما عثر على كواكب مرشحة أخرى 288 كوكب توصف بأنها أرض عظمى، و662 في حجم نبتون، و165 في حجم المشتري و19 أكبر من المشتري.

في 5 ديسمبر 2011 اكدت ناسا العثور على أول كوكب في النطاق الصالح للحياة وهو يتبع نجما مشابها للشمس.
كبلر-22بي هو الأول من بين 54 أعلن عنها في 2 فبراير 2011 بأنها كواكب في نطاق صالح للسكن. كذلك أعلنت ماسا أن عدد الكواكب المرشحة قد وصل إلى 2326، من ضمنها 207 تبلغ حجمها حجم الأرض تقريبا. علاوة على 680 من الكواكب التي تسمة «أرض عظمى»، و1181 كوكب مشلبهة نبتون، و203 كوكب مشابه للمشتري و55 كوكب أكبر من المشتري.
في يوليو 2012 تعطلت عجلة توجيه من الأربعة الموجودة على تلسكوب كبلر، وهي تعمل على ضبط وضعه في الفضاء.
 في بداية شهر يناير 2013 ظهرت قيم احتكاك على أحد العجلات الأخرى. لهذا قامت ناسا لفي 17 يناير 2013 تشغيل كبلر بطريقة التشغيل الاحتياطي لمدة عشرة أيام، على أمل أن ينتشر التشحيم خلال كراسي الحمل أثناء توقفها. وبدأ التشغيل بعدها ثانيا بلا متاعب بين 27 - 29 يناير 2013

وفي يوم 11 مايو 2013 توقفت العجلة الثانية من عجلات التوجيه، واعلنت ناسا عنه في يوم 21 مايو 2013.
وفي يوم 15 أغسطس 2013 أعلنت ناسا في مؤتمر صحفي توقيف مهمة كبلر التي كان مخطط لها. ولكن قدمت ناسا عطاء للقيام بدراسة بحث كيفية تشغيل تلسكوب كبلر بعجلتين اثنتين بدلا من أربعة عجلات على تساعد نفاثات ضبط الارتفاع في التوجيه.

## بعثة K2
بعد عطل عجلتين من أصل أربعة عجلات للتوجيه بدأ التفكير في تعديل خطة تشغيل التلسكوب. ويكون ذلك بأن يوجه التلسكوب بحيث لا يعمل ضغط الإشعاع الشمسي على تدويره. هذا سيسمح بالمشاهدة في اتجاه خط الاستواء السماوي، ويوجه التلسكوب كل 75 يوم في اتجاه آخر من السماء، وسيتمر البحث عن كواكب خارج المجموعة الشمسية.
 سيقوم أيضا باستكشاف التجمعات النجمية والنجوم القديمة والنجوم حديثة النشأة، وكذلك المجرات النشطة ووالمستعرات العظمى.
في ديسمبر 2014 أعلنت ناسا عن اكتشاف أول كوكب خارج المجموعة الشمسية (HIP 116454b)
خلال البعثة K2; ويعتمد هذا الاكتشاف على بيانات سجلها التلسكوب أثناء فترة التجريب بالطريقة الجديدة في فبراير 2014.
وفي فبراير 2015 جمع قائمة 36 مرشح لكوكب خارج المجموعة الشمسية ونشرت القائمة.
, وأدت الفحوص التي أحجريت حتى نهاية شهر مارس 2015 إلى التأكد من 18 كوكب، مكن ضمنها كوكب في نطاق صالح للسكن بالنسبة للنجم التابع له، وهو عبارة عن قزم أحمر من التصنيف الطيفي M2) و6 كصور مشوهة لم تعتبر كواكبا واقعية. ويبلغ قدر دورات الكواكب المرشحة بين 5 و33 يوم حول نجم كل منها، وذلك طبقا لإمكانيات المشاهدة المتاحة للبعثة K2.
وفي 8 أبريل2016 أعلنت ناسا أنها قد بدأ تشغيل كبلر بطريقة التشغيل الاحطياطي. وطبقا لهذه الطريقة يجرى التوجيه بواسطة نفاثات تضبط الموضع وهي تستهلك كمية أكبر من الوقود. وفي 10 أبريل استطاعت ناسا ضبط التلسكوب من جديد وتوجيهه في وضع مستقر
, واستطاعت مداومة التشغيل يوم 22 أبريل في الإطار المعتاد
.
ومن نهاية أبريل حتى أوائل يوليو 2016 يقوم كبلر بالبعثة K2 لرصد مركز المجرة كما شارك في دورة مشاهدات لفحص أحداث عدسات ميكرونية كانت تقوم بها مراصد كبيرة على الأرض.

## اقرأ أيضا
- كبلر-22بي
- كوروت (مرصد فضائي)
- تلسكوب شميدت
- مقراب
- تلسكوب هابل الفضائي
- نطاق صالح للسكن
- كواكب كبلر